# Primavera Sound

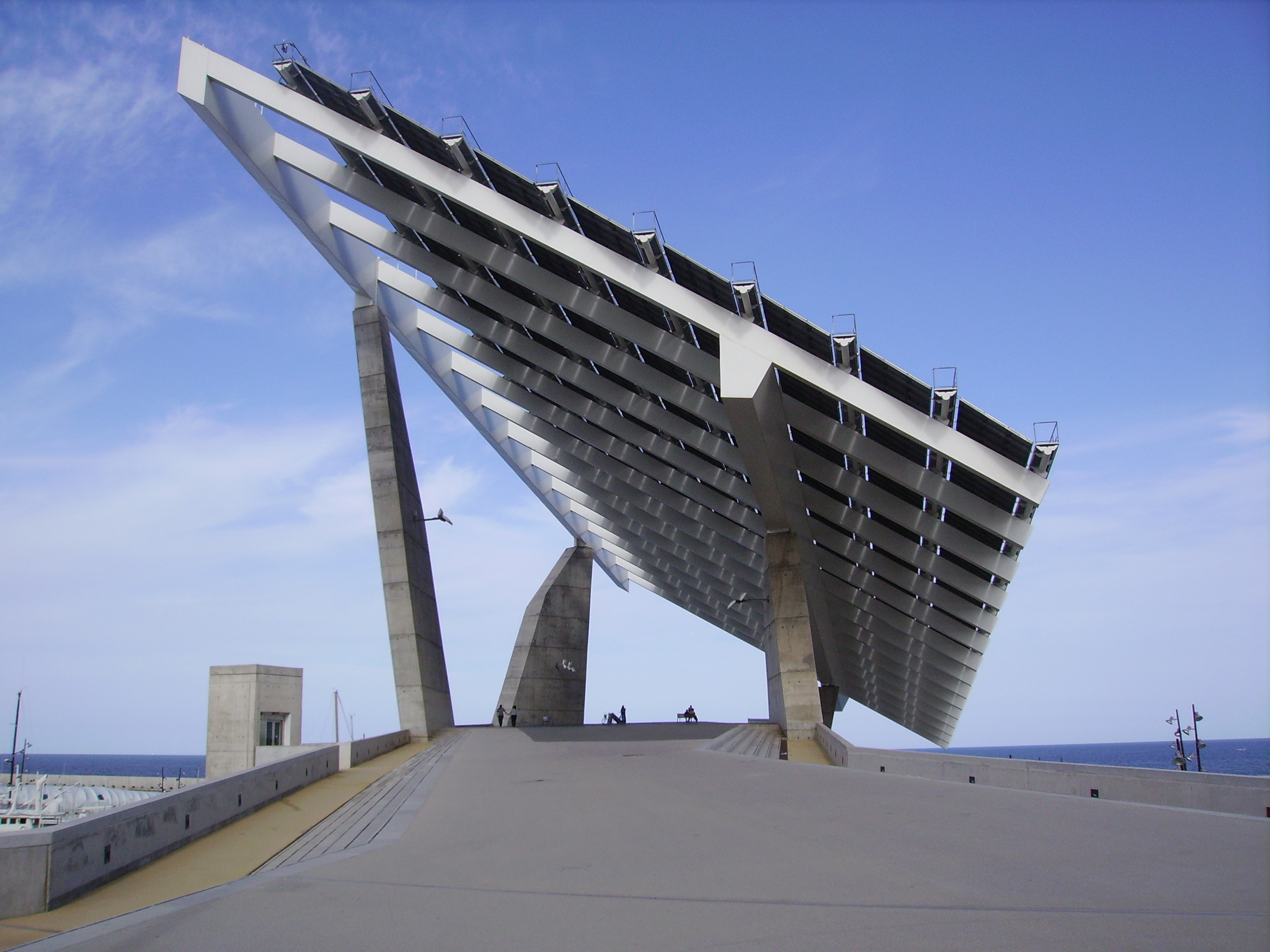
Parc del Forum

Primavera Sound és un festival de música que se celebra entre finals de maig i principis de juny a Barcelona, Catalunya. La seva primera edició va tenir lloc l'any 2001 al Poble Espanyol i des del 2005 té la seu al Parc del Fòrum, un recinte més gran i situat al costat del mar. La fisonomia del festival (de caràcter urbà i integrat a la ciutat) i l'ampli ventall de grups representats ha motivat que el Primavera Sound sigui punt de trobada d'artistes i espectadors de diferents generacions.
El festival reuneix als seus cartells les últimes propostes musicals de l'àmbit independent juntament amb artistes de contrastada trajectòria, abastant qualsevol estil o gènere, cercant la qualitat i apostant essencialment pel pop, el rock i les tendències més underground de la música electrònica i de ball.
Pels seus escenaris han passat Pixies, Arcade Fire, Queens of the Stone Age, The National, Nine Inch Nails, Kendrick Lamar, Neil Young, Sonic Youth, Portishead, Pet Shop Boys, Pavement, Echo & The Bunnymen, Lou Reed, My Bloody Valentine, El-P, Pulp, Patti Smith, James Blake, Cat Power, Public Enemy, Grinderman, Franz Ferdinand, Television, Devo, Enrique Morente, The White Stripes, LCD Soundsystem, Tindersticks, PJ Harvey, Shellac, Dinosaur Jr., New Order, Fuck Buttons, Swans, Melvins, Psychic TV, Spiritualized, The Cure, Bon Iver, La Buena Vida, Death Cab For Cutie, Iggy & The Stooges, De La Soul, Marianne Faithfull, Mazzy Star, Blur, Wu-Tang Clan, Phoenix, The Jesus and Mary Chain i Tame Impala, Deftones entre moltíssims d'altres.
Els últims anys el festival ha comptat amb: Rosalía, Kendrick Lamar, Blur, Depeche Mode, FKA twigs, Tame Impala, The Strokes, Arctic Monkeys, Jorja Smith, Hot Chip, The National, Tyler, The Creator, Lorde, Travis Scott, Dua Lipa, Vampire Weekend, Solange, Erykah Badu, The Cure, Robyn, Nick Cave & The Bad Seeds, Chic feat. Nile Rodgers, A$AP Rocky, Patti Smith, Kendrick Lamar
A cada edició l'esdeveniment ha anat incrementant l'assistència de públic i la repercussió als principals mitjans de premsa, ràdio i televisió, tant en l'àmbit nacional com internacional. Si la primera edició de 2001 va tancar amb una assistència de 8.000 persones, a la seva última edició l'any 2015 va sobrepassar les 190.000.
L'edició del 2023 va tenir lloc a dues seus: entre l'1 i el 3 de juny al Parc del Fòrum de Barcelona, i entre el 8 i 10 de juny a la Ciutat del Rock d'Arganda del Rey (Madrid), els dos amb el mateix programa i repertori. Tanmateix les expectatives no es van acomplir en la primera edició a la Comunitat de Madrid, i l'organització va anunciar posteriorment que el festival no hi repetiria.
El 2023 el Primavera Sound s'havia convertit en un esdeveniment musical internacional, amb festivals en diferents ciutats del món, afegint a les dues anteriors les de Porto, Buenos Aires, Bogotà, Asunción i São Paulo, en el cas de les dues primeres repetint segona edició, mentre que les de Los Angeles i Santiago de Xile de 2022 no es van repetir l'any següent.

## Edició 2001
L'edició del 2001 va ser la primera del festival Primavera Sound amb el format que va caracteritzar els primers anys de l'esdeveniment: comptant amb el recinte del Poble Espanyol i disposant de més d'un escenari (les primeres edicions a principis dels noranta es van realitzar per diferents sales de concerts de Barcelona). Es van habilitar cinc espais en els quals es va oferir una representació del millor pop i música de ball. Alguns dels participants d'aquella edició van ser: Armand Van Helden, Le Hammond Inferno, el ex líder de Pizzicato 5 Yasuharu Konishi, Faze Action, Bent, Los Planetas, Manta Ray, Sr. Chinarro, Samuel L. Session, Unkle, Carl Craig, Dj Godfather; i moltes altres bandes i dj’s com Gentle People Dj’s, Leila, Zip o Gus Gus Dj’s. 

## Edició 2002[calcitació]
L'edició 2002 del Primavera Sound va tenir lloc els dies 17 i 18 de maig. El principal canvi del festival va ser l'ampliació de la seva durada a dos dies (divendres i dissabte). Es van habilitar cinc escenaris per on van passar seixanta grups i dj’s nacionals i internacionals, entre els quals van destacar: Pulp, Tindersticks, Spiritualized, Echo & The Bunnymen, J Mascis, Aphex Twin, Luke Slater, Giant Sand, The Delgados, Dave Clarke, Bis, Ian Pooley, Andrew Weatherall, Le Tigre, Gonzales, The Moldy Peaches, Chicks On Speed, Clem Snide, La Buena Vida, Green Velvet, Cinerama, Lo-Fidelity Allstars o The Zephyrs, entre molts d'altres. Així mateix, vam comptar per primera vegada amb activitats extramusicals, pensades per a completar i ampliar l'oferta del festival, como ara la Mostra de Disseny “Un ruido secreto” o el Primavera Soundtrack Film Festival (mostra de llargmetratges – documentals, musicals i de ficció – amb temàtica pop). 

## Edició 2003[calcitació]
L'edició 2003 del festival va suposar la seva consagració definitiva com un dels festivals ineludibles del país. Així ho va certificar l'assistència de públic (25.000 persones, 7.000 més que l'any anterior). Així mateix es van acreditar més de 450 periodistes. També va augmentar el nombre de grups: van actuar més de 90 grups i dj’s tant nacionals com internacionals. Es van habilitar cinc espais al recinte del Poble Espanyol per a les actuacions nocturnes (Nitsa-Apolo, Rockdelux por Lois, CD Drome, Nasti i Psicolabis). I aquell any, a més, es va afegir un recinte al festival: el Mercat de les Flors, per a la realització de les activitats diürnes (el festival de cinema Primavera Soundtrack Film Festival i la Fira Discogràfica i de Professionals, que va comptar amb dos escenaris per a actuacions dels grups dels segells participants, Escenari Mercat de les Flors i Escenari Acústic).
La programació del Poble Espanyol va estar formada per: Belle And Sebastian, Yo La Tengo, Teenage Fanclub, Arab Strap, I Am Kloot, Sonic Youth, Mogwai, The White Stripes, Television, Beef, The Go-Betweens, 2 Many Dj’s, Julian Cope, Definitive Jux Live!, Baxter Dury, Super Collider, Umek, Thalia Zedek, Nacho Vegas Y Las Esferas Invisibles, Wire, Roni Size, Future Bible Heroes, Ed Harcourt, John Parish, Scratch Perverts, Mary Gauthier, Dj/ Rupture, Michael Mayer, Console, Tocotronic, Adam Beyer, Standstill, Élena, Antònia Font, Tokyo Sex Destruction, Vacaciones, Grupo Salvaje, Dj Psychocandy, The Folk Implosion, Ikara Colt, Adam Green, The Kills, Soledad Brothers, Munk (Gomma Dj’s), Migala, Christina Rosenvinge, Mishima, Audience, Alma X, Dj Coco, LCD Soundsystem, Martini Bros, Erol Alkan, Dj Dexter, Dj’s Are Not Rockstars, Gold Chains, Rahim, Peaches, Le Hammond Inferno, Ellen Alien, W.I.T., Larry Tee, Cobra Killer, La Presidente, Rewind DJ’s (Vicknoise, Pol, Teti).
Al Mercat de les Flors van actuar: The Montgolfier Brothers, Calc, Glissando, The Tea Servants, Airbag, Jeronimo, Cola Jet Set, Gurus, L'altra, Whirlwind Heat, Motormark, Pipas, Holland Park, Mano De Santo, Zola, Henry, Bart Davenport, Astronaut, Eurotrash Girl, Mia Doi Todd, Dead Capo, Tan Low, Morning Star.
La Fira Discogràfica i de Professionals va estar formada per 40 stands dels principals segells discogràfics nacionals així com de revistes especialitzades i entitats col·laboradores.
Primavera Soundtrack Film Festival:
- Standing in the Shadows of Motown, de Paul Justman. 2002. EUA. 116 min. 35 mm.
- Biggie and Tupac, de Nick Broomfield. 2002. Regne Unit. 107 min. Betacam.
- Morvern Callar, de Lynne Ramsay. Regne Unit/Canadà. 2002. 97 min. 35 mm.
- Beijing Rocks, de Mabel Cheung Yuen-Ting. Hong Kong, 2001. 110 min. 35 mm.
- Almost Blue, de Alex Infascelli. Itàlia, 2000. 86 min. 35 mm.

## Edició 2004[calcitació]
El 2004 el festival va seguir creixent quant a durada (tres dies al Poble Espanyol), artistes i públic. La popularitat dels caps de cartell i, especialment, l'actuació de la llegendària banda Pixies (efectuant la seva primera data europea en dotze anys) va augmentar la xifra d'assistents a 40.000 persones procedents d'Espanya, Regne Unit, França, Itàlia, Alemanya i Portugal en la seva majoria. Altres caps de cartell com PJ Harvey, Primal Scream, The Divine Comedy, Wilco o Franz Ferdinand van contribuir a tancar l'edició de major èxit fins aleshores. El Mercat de les Flors, lloc on es van celebrar les activitats diürnes, va incrementar el nombre de bandes gràcies a l'escenari exterior al costat de la fira discogràfica. El cartell d'aquest recinte va incloure un nombre més gran d'artistes nacionals i internacionals com Edison Woods, Berg Sans Nipple, Fernando Alfaro & Nacho Vegas, Xiu Xiu o Telefax. A banda de les bandes anteriorment citades, aquestes van ser algunes de les actuacion més celebrades d'entre les quasi cent de Primavera Sound 2004: Liars, !!! (chk chk chk), Benjamin Biolay, Dominique A, Scissor Sisters, Pretty Girls Make Graves, Chicks On Speed, Sun Kil Moon, Julie Delpy, Devendra Banhart, (Smog), Dayna Kurtz, Plaid, Elbow, Nina Nastasia, The Glimmer Twins, Colder, Cristian Vogel, Blackstrobe, The Ladybug Transistor, Casiotone For The Painfully Alone, The Russian Futurists, The Fall, Mudhoney, Lloyd Cole, The Raveonettes, The Hidden Cameras, Erol Alkan, Numbers, Kid 606, 2 Many Dj’s, James Murphy, Miss Kittin, Luke Slater, Technasia, Experience, Willard Grant Conspiracy, Dizzee Rascal, Michael Gira, James Chance & The Contortions, Jason Forrest, Dj/Rupture, Alexander Robotnik o David Holmes. Entre les actuacions nacionals, van destacar les de La Buena Vida, Lluís Llach, Ruper Ordorika, Chucho i Atom Rhumba.
A la fira discogràfica i de professionals van participar un total de 30 stands que van representar els principals segells discogràfics nacionals, així com premsa especialitzada i empreses relacionades. A més, es va celebrar de nou Primavera Soundtrack Film Festival, que va tenir la següent programació:
Primavera Soundtrack Film Festival:
-Gigantic (A Tale Of Two Johns). Un film sobre They Might Be Giants per AJ Schmack.. EUA 2002, 103 min.
-I Am Trying To Break Your Heart. Un film sobre Wilco per Sam Jones. EUA 2002, 92 min.
-Live Forever per John Dower. UK 2003, 84 min.
-Greendale per Bernard Shakey (Neil Young). EUA 2003, 87 min. 

## Edició 2005[calcitació]
Aquest va ser un any marcat pels canvis, principalment pel trasllat del festival del Poble Espanyol fins al recinte del Fòrum, i també una edició en la que es va accentuar el caràcter eclèctic del festival, donant cabuda a propostes inusuals en aquest tipus d'esdeveniments. Així vam poder veure els shows de gent com Enrique Morente, Brigitte Fontaine o Psychic TV. Una altra de les novetats del Primavera Sound 2005 va ser l'impressionant Auditori ubicat al recinte, que va allotjar algunes de les millors actuacions d'aquell cap de setmana, de la mà d'artistes com Antony & The Johnsons, Vic Chesnutt o Tortoise, mostrant-se aquest espai com una de les estrelles del festival. I junt amb aquestes novetats, si cal ressaltar alguna cosa del festival va ser la presència, després de més d'una dècada allunyats dels escenaris del nostre país, de la mítica banda mancuniana New Order, que va presentar el seu nou àlbum a l'escenari Nitsa-Apolo el divendres 27. Les altres grans estrelles del festival van ser la tornada als escenaris dels mítics Stooges d'Iggy Pop, la veterania dels novaiorquesos Sonic Youth, el compromís de Steve Earle i el grup estendard del post punk Gang Of Four.
Junt amb ells tot un ventall de propostes de qualitat es van concentrar aquell cap de setmana: The Wedding Present, Echo & The Bunnymen, The Dirtbombs, American Music Club, Psychic TV, Enrique Morente, They Might Be Giants, Micah P. Hinson, Broken Social Scene, Vitalic, Sons And Daughters, Kompakt Sound System, Polysics, The Futureheads, Vetiver, Isis, Los Planetas, Parker & Lily i molts més.
El festival va incloure dins la seva programació l'espai Primavera France, en el qual es va donar cita a una representació de la millor música que es fa en l'actualitat al país veí, destacant les actuacions de gent com Dominique A, M83, Experience, The Married Monk, Helena o Françoiz Breut. Un altre any més es va habilitar juntament amb la Fira de Discogràfiques i Professionals un escenari (Fira) en el que van destacar les actuacions dels suecs Acid House Kings, l'americana Allison Moorer i bandes nacionals com Ginferno, Tarántula, Garzón, The Secret Society o The Cheese. 

## Edició 2006[calcitació]

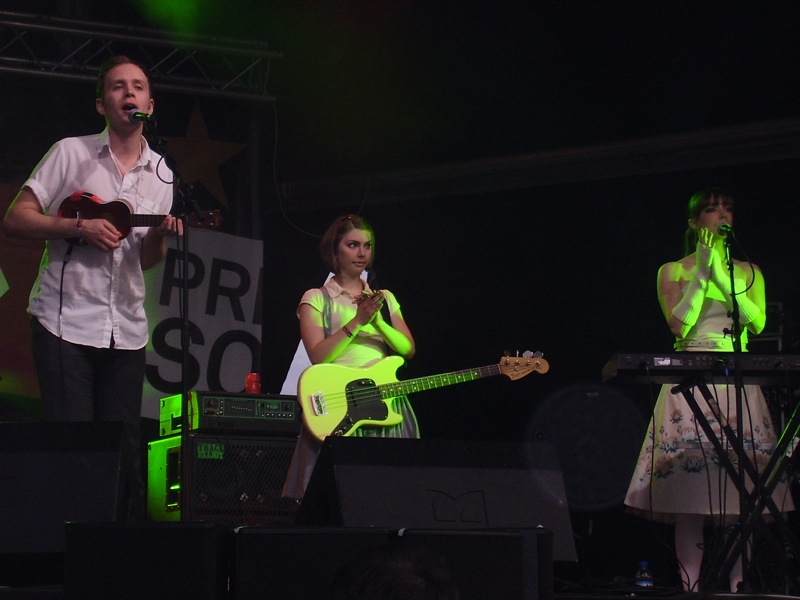
Jens Lekman actuant al Primavera Sound 2006

L'edició del 2006 va ser la del complet assentament al recinte del Fòrum. Les principals novetats van consistir en alguns canvis a la disposició dels escenaris i en millores a les infraestructures: restauració, accessos, etc. A nivell artístic Primavera Sound 2006 es va centrar un cop més en oferir per sobre de tot qualitat. Artistes amb llargues i contrastades trajectòries (Lou Reed, Motörhead, Yo La Tengo, The Flaming Lips, Big Star) van actuar juntament amb bandes de curta però fulgurant carrera (Yeah Yeah Yeahs, Babyshambles, Animal Collective, The Rogers Sisters), l'experimentació rock de No Neck Blues Band, Gang Gang Dance, Deerhoof, Boredoms, Akron/Family apareix al costat del rock més aguerrit (The Deadly Snakes, The Drones, The New Christs). La llista d'artistas continua, passant de l'electrònica de ball d'Erol Alkan, Ellen Allien & Apparat, Dj Rush, Rex The Dog, Joris Voorn o The MFA a l'intimisme de Richard Hawley, Isobel Campbell, José González, Vashti Bunyan o la superbanda Undertow Orchestra. Altres artistes a destacar inclouen el pop intemporal de Stereolab, el rock banyat en psicodèlia de The Brian Jonestown Massacre, l'americana de Centro-Matic, Lambchop o Drive By Truckers, el robust rock de Sleater Kinney o el minimal funk de les veteranes ESG. En l'apartat nacional va destacar la primera data de la reunió dels mítics Surfin Bichos, al costat de 12Twelve, Southern Arts Society, Anari o Tachenko. La presència nacional es va veure completada per les propostes de l'escenari Fira per on van passar promeses i realitats contrastades que van abastar una àmplia gamma d'estils: Remate, Pauline En La Playa, Le Jonathan Reilly, Coconot, Ainara LeGardon, Beef, Stay, Mazoni, Meu, The Charades, Prin' La Lá o Clint entre d'altres.
Una de les novetats de l'edició 2006 va ser la celebració de concerts durant els dies que precedien al festival. Així, el 29, 30 i 31 de maig van passar per la que, en aquell moment, era la nova sala d'Apolo (La [2]) gent com The Bellrays, Elliot Brood, Experience, Troy Von Balthazar, Jody Wildgoose o Annelies Monseré. També es va tronar a celebrar una festa post festival a la sala Apolo, per la qual van passar de nou Centro-Matic, juntament amb propostes com el pop tecnificat de Xiu Xiu, el folk de John Roderick o els americans French Toast des del segell Dischord. 

## Edició 2007[calcitació]

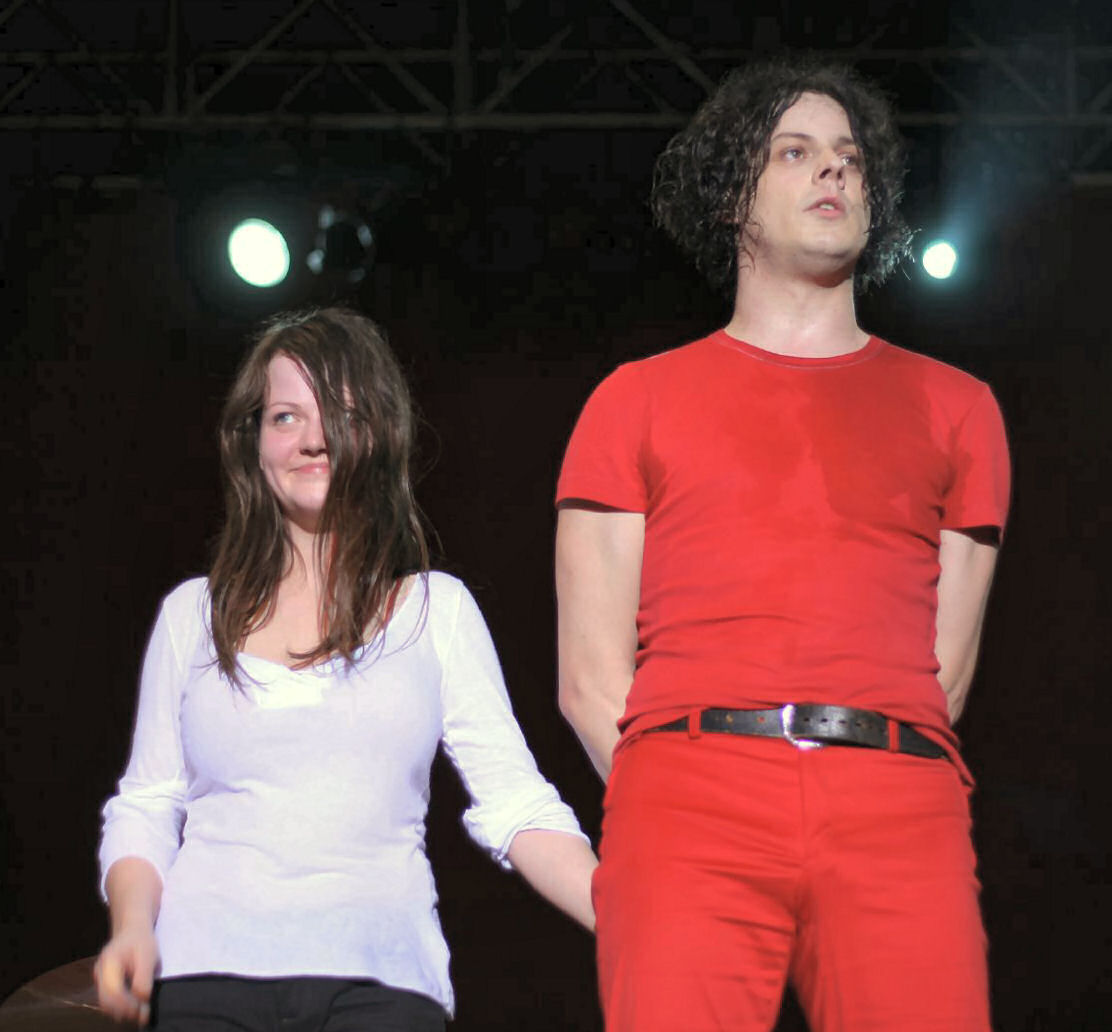
The White Stripes actuant al Primavera Sound 2007

El festival va experimentar un gran augment de públic, passant la barrera dels 60.000 espectadors. Amb un trenta per cent del públic procedent d'altres països, Primavera Sound va guanyar pes internacionalment i es va consolidar com un dels esdeveniments musicals de referència en el panorama europeu. Amb una oferta musical formada per més de 150 actuacions de bandes i djs, l'edició 2007 va presenciar una excel·lent actuació per part de la banda nord-americana Wilco i el retorn als escenaris de The Smashing Pumpkins després d'una dècada de silenci. Sonic Youth van tocar íntegrament el llegendari àlbum Daydream Nation i el Fòrum va vibrar amb el concert de la veterana Patti Smith.
L'entrada de la promotora britànica All Tomorrow’s Parties com a partner del festival va ser la novetat més destacada de l'edició. Els directors d'ATP van exercir de “curators” seleccionant el line-up i donant nom a un dels escenaris, on van actuar Modest Mouse i bandes com Slint, Melvins i Comets On Fire van tocar íntegrament un àlbum significatiu de la seva carrera.
Acompanyant a aquests artistes, van desfilar pels escenaris del festival propostes de molts estils diferents: Herman Düne, Múm, Blonde Redhead, The Good The Bad And The Queen, Jonathan Richman, Dirty Three, Black Mountain, The Durutti Column, Maxïmo Park, Nathan Fake, Pelican, Architecture In Helsinki, Kimya Dawson, Shannon Wright, Robyn Hitchcock And The Venus 3, Buzzcocks, Ted Leo & The Pharmacists, Grizzly Bear, Billy Bragg, Girls Against Boys, Isis, Low, Band Of Horses, Built To Spill, Kid Koala o The Long Blondes, entre molts altres. A l'apartat d'artistes de tall electrònic van despuntar els shows de Justice, Hell, Diplo, Erol Alkan o Dj Yoda.
La presència nacional va augmentar de forma considerable. Com en passades ocasions el festival va intentar donar una visió diferent sobre la independència estatal donant cabuda a bandes com Lisabö, Half Foot Outside, Veracruz, Za! o The Light Brigade, propostes injustament oblidades en altres festivals espanyols.
Una altra de les novetats va ser minimúsica, una iniciativa de La Colazione en la que bandes independents de Barcelona van oferir concerts per al públic infantil a la guarderia gratuïta del festival. La programació en directe va tenir com a protagonistes a Coconot, Las Dolores, Internet 2, Brielah, Sedaiós, Decibelios Joe, Tarántula, Los Carradine, Manos De Topo, Las Vaquitas (David de Beef + Joe Crepúsculo -Tarántula-), Albaialeix i First Aid Kit. A més, Myspace Espanya va celebrar el seu naixement amb una sèrie de concerts acústics els dies 1 i 2 de juny en un stand situat a la Fira Discogràfica. Alguns dels grups que van passar pel “Salón Myspace” van ser Maxïmo Park & Grizzly Bear, Fernando Alfaro i Los Alienistas, Grupo de Expertos Solynieve, The Secret Society, Bonde Do Role, Standstill, Múm, Alondra Bentley o Sr. Chinarro.
Pel que fa a les activitats paral·leles, a més de la ja habitual fira discogràfica, es van celebrar les Jornades Digital Music 2.0 organitzades en col·laboració amb l'Institut Català de les Industries Culturals (ICIC) i dirigides a professionals dels sectors musical i tecnològic. Aquestes jornades es van centrar en temes d'actualitat dintre del món artístic i empresa- rial amb l'objectiu d'establir un nou punt de vista per la música digital a Catalunya i Espanya. Per segon any consecutiu es van oferir concerts durant els dies precedents (dilluns, dimarts i dimecres) i el diumenge posterior a les jornades que es van desenvolupar al Fòrum. Aquests showcases de presentació i clausura van tenir lloc a les sales Apolo i La [2] amb les actuacions de nombrosos artistes com Centro-Matic, Of Montreal, At Swim Two Birds, Erol Alkan, The Orchids, The Sadies o Nueva Vulcano. 

## Edició 2008[calcitació]
160 artistes i 200 hores de música en directe per a un públic entregat al voltant d'un cartell eclèctic en un festival que va transgredir els límits del Parc del Fòrum per a introduir-se plenament al centre urbà de Barcelona. La programació paral·lela a l'esdeveniment principal va adquirir el 2008 més rellevància amb actuacions en diferents sales de la ciutat, al Parc Joan Miró i a diverses estacions del metro de Barcelona. Però a més d'obrir espais per un altre tipus de públic al voltant de la ciutat, el festival es va mostrar de nou com un trampolí per a noves i interessants propostes com A Place To Bury Strangers, Health, Times New Viking, Moho o Shipping News.
Durant el primer dia de festival, Portishead, MGMT, Public Enemy i Vampire Weekend, entre molts d'altres artistes, van encapçalar el cartell del Parc del Fòrum. A la segona jornada van destacar les actuacions de Cat Power, Bishop Allen i El Guincho, els quals van compartir escenari amb clàssics com The Sonics, Devo, Nick Lowe i Mary Weiss. Rufus Wainwright, Enrique Morente i Lagartija Nick, Animal Collective i Tindersticks van acomiadar una edició que va comptar amb el suport massiu del públic. Uns 60.000 assistents van ser prova de la bona salut del festival en un moment que ja començava a ser complicat per a la indústria musical a Espanya.
Altres bandes que van pujar als escenaris del Primavera Sound 2008 van ser Apparat Band, Bon Iver, Dirty Projectors, Fuck Buttons, Les Savy Fav, Menomena, Holy Fuck, Okkervil River, Pissed Jeans, Unchained, The Wave Pictures, Russian Red, Lightspeed Champion, The Strange Death Of Liberal England, Surkin, Tarántula, The Mary Onettes, Messer Chups, It’s Not Not, The Marzipan Man, Deerhunter, Eric’s Trip, Devastations, Fanfarlo, The Swell Season, Throbbing Gristle, Om, Buffalo Tom, Caribou, Awesome Color, Digital Mystikz, DM Smith, Edan & Mc Dagha, Explosions In The Sky, Clipse, Holly Golightly & The Brokeoffs, Kelley Stoltz, The Missing Leech, No Age, Fasenuova, MV & EE with The Golden Road, Les Aus, Gentle Music Men, The Right Ons Soulin' Thunder Revue, Scout Niblett, Six Organs Of Admittance, Träd Gräs Och Stenar, Why?, Voxtrot, Polvo, Para One, Boris, Bob Mould Band, De La Soul, Menomena, No Age, 808 State, Alan Braxe, Autolux, Enon, Health, GrandeMarlaska, La Estrella de David, Madee, Midnight Juggernauts, Port O’Brien, Prinzhorn Dance School, Shellac, Man Man o The Rumble Strips.
Com ja és habitual, es va obrir l'espai de la fira discogràfica, on segells independents nacionals i internacionals van mostrar els seus productes al públic. El saló de Myspace va tornar a acollir actuacions per segon any consecutiu i, de la mateixa manera, ho va fer minimúsica amb actuacions musicals destinades als més petits. La programació paral·lela a l'esdeveniment central del Fòrum va portar la seva música fins al metro de Barcelona amb presentacions gratuïtes per part de Belmez, Manel, The Lions Constellation i La Célula Durmiente a les estacions d'Universitat, Clot i Passeig de Gràcia.
També es van celebrar, sota el nom de Primavera Als Clubs, showcases de bandes com The Clientele, Matt Elliott, Mi And L'Au, SJ Esau i La Orquesta del Caballo Ganador, Scarlet’s Well, Clint, My Brighest Diamond, DM Smith, Abrevadero, Voice Of The Seven Woods, Twin Kranes o Andy Votel. La primera edició de Primavera Al Parc, que va tenir lloc al Parc Joan Miró, va començar amb molt bon peu al reunir al voltant de 1.000 assistents en dos dies per a les presentacions de Darren Hayman & Jack Hayter play Hefner songs, David Thomas Broughton, El Hijo, Bankrobber, Guillamino, El Chico Con La Espina En El Costado, Le Petit Ramon, The Radio Dept., Torpedo, April Fool's Day, Manos De Topo, Le Pianc i Extraperlo. 

## Edició 2009[calcitació]

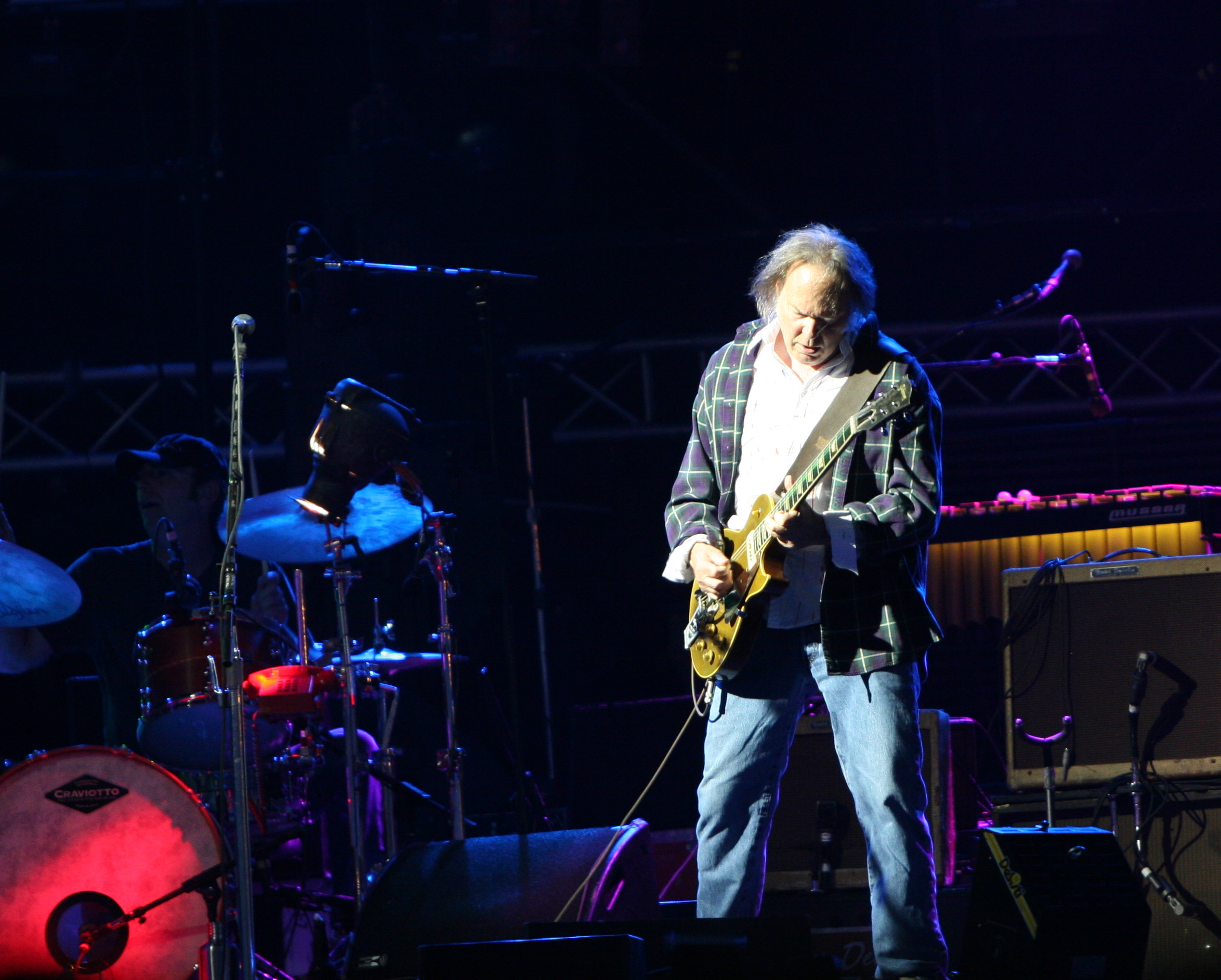
Neil Young actuant al Primavera Sound 2009

La novena edició del festival barceloní va tancar les portes amb un rècord d'assistència i de concerts. Amb un total de 171 actuacions, el cartell de 2009 va reunir a més de 80.000 espectadors repartits entre els catorze escenaris del festival, sis d'ells situats en el recinte del Parc del Fòrum (amb 76.000 assistències) i vuit més distribuïts pel centre de Barcelona amb Primavera a la Ciutat, cosa que va suposar 4.600 visites més. El tret de sortida es va produir en algunes estacions de metro del centre de la ciutat dissabte 23 de maig i els habituals showcases de presentació, organitzats en col·laboració amb diferents discogràfiques, es van desenvolupar a partir del dilluns 25 en les sales Apolo, La [2] i Sidecar. Els actes principals en el Fòrum van tenir lloc els dies 28, 29 i 39 de maig i la segona edició de Primavera al Parc (concerts gratuïts al Parc Joan Miró) va guanyar pes en 2009 amb una oferta de dotze actuacions d'alt nivell que van ampliar el festival fins diumenge 31.
La primera jornada va començar amb Cuzo, La Bien Querida i Veracruz. El públic va anar in crescendo fins a arribar al punt culminant amb el concert de My Bloody Valentine. Les 21.300 persones que van anar al Fòrum van poder també gaudir de les actuacions de Yo la tengo, The Vaselines, Phoenix, Aphex Twin, Squarepusher, Andrew Bird o The Horrors. En el segon dia 24.100 persones es van congregar al voltant de concerts com el de Bloc Party, Throwing Muses, Saint Etienne, Jarvis Cocker, Art Brut, Damien Jurado i la segona cita amb My Bloody Valentine, aquesta vegada a l'Auditori. Els concerts de Sonic Youth, Herman Dune, Deerhunter, Simian Mobile disco, Liars, Michael Nyman, Ghostface Killah o Black Lips van congregar a 30.000 persones dissabte 30. Una xifra històrica perquè va representar el dia de major afluència al festival des que va començar la seva marxa el 2001. Però sens dubte, el nom que va brillar amb més força va ser el de Neil Young, ja que el cantant i guitarrista canadenc duia vint-i-dos anys sense tocar a Barcelona. A part dels grans noms, el festival es va consolidar com la plataforma perfecta per donar a conèixer a grups novells. Artistes com Ezra Furman & The Harpoons, Girls, The Lions Constellation o Rosvita van destacar entre els nous valors i van sadollar les ganes de conèixer noves propostes dels adeptes al festival. 

## Edició 2010[calcitació]

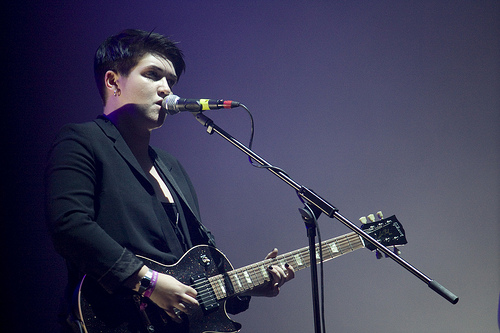
The xx actuant al Primavera Sound 2010

L'any del seu desè aniversari, Primavera Sound va batre rècords d'assistència i va superar la barrera dels 100.000 espectadors, una xifra que ha consolidat el festival com un clar referent internacional de la música independent.
La principal novetat de l'edició 2010 va ser la posada en marxa de PrimaveraPro. La idea de crear una nova eina per a la indústria musical portava algun temps rondant pel cap dels organitzadors de l'esdeveniment, ja que molts professionals de l'àmbit de la música fan servir des de fa alguns anys Primavera Sound com a lloc per a les seves trobades. La primera edició de PrimaveraPro es va revelar com un encert i va reunir més de 400 professionals del negoci musical prodecents de diferents països i diverses àrees del sector com ara discogràfiques, agències de booking, promotores de concerts o programadors de festivals.
En la primera de les seves jornades de programació principal, la cita musical va aconseguir atraure 31.200 persones, una xifra inaudita per tractar-se d'una nit de dijous. L'espectacular tornada de Pavement, l'indie de Superchunk, la veterania de Mark E. Smith a collibè de The Fall i el pop gèlid que el grup britànic The xx va desplegar sobre l'escenari Ray-Ban van ser alguns dels triomfadors del dia. Entre les revelacions van destacar els sevillans Pony Bravo, els argentins Él Mató A Un Policía Motorizado i els israelites Monotonix, que van oferir un atrotinant show entre el públic de l'escenari Vice. El segon dia d'actuacions, el festival va penjar el cartell de sold out gràcies a l'afluència massiva de públic amb 35.000 visitants i el triomf absolut de Pixies, que va representar possiblement el concert més multitudinari de la història de l'esdeveniment. Juntament amb els de Boston van brillar artistes com Beach House, la presentació del nou espectacle dels barcelonins Standstill, els sempre en forma Wire o les eixordadores passades de Shellac i Les Savy Fav, dues bandes ja clàssiques a Primavera Sound. Japandroids, l'electro pop experimental de Cold Cave o Best Coast van destacar entre els artistes emergents de la jornada. Durant l'última jornada el Parc Del Fòrum va tornar a registrar aforament complet amb les actuacions de Pet Shop Boys i Orbital com caps de cartell i amb moltes altres actuacions entre les quals va destacar el flamenc a l'homenatge a La Leyenda Del Tiempo, el so experimental de l'australià Ben Frost, la mà dreta de Brian Wilson a la segona meitat dels 60 Van Dyke Parks, Built To Spill, Grizzly Bear o Matt & Kim.
La programació complementària Primavera a la Ciutat va atreure prop de 6.000 persones als seus diferents espais. La iniciativa Primavera al Parc va permetre veure de franc bandes internacionals de l'alçada de Dum Dum Girls, Ganglians, Real Estate, The King Khan & BBQ Show, juntament amb propostes nacionals com McEnroe o Diploide. Primavera als Clubs va omplir diverses sales de concerts de la ciutat amb propostes com Maika Makovski, Los Campesinos!, Toundra o Me And The Bees. Dins del marc de Primavera Sound Baixa al Metro es van presentar artistes com Internet 2 o The Nu Niles. 

## Edició 2011[calcitació]

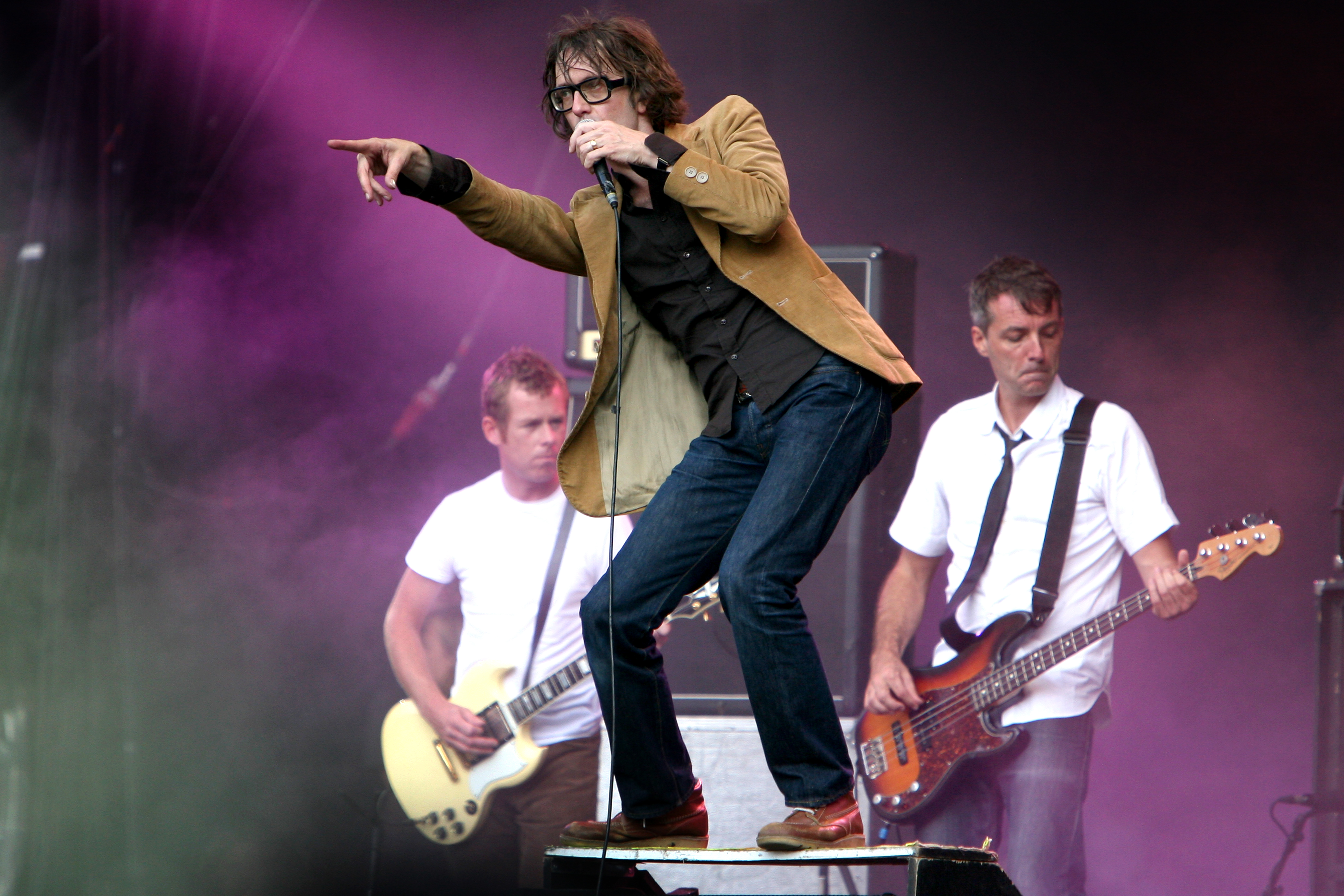
Pulp actuant al Primavera Sound 2011

L'onzena edició del Primavera Sound va batre un nou rècord en congregar a més de 120.000 espectadors al Parc del Fòrum. El dijous 26 de maig gairebé 39.500 persones es van reunir amb motiu de la cita musical, mentre que divendres 27 la xifra d'assistència va ascendir fins a 43.800. El dissabte 28 de maig es van superar les 40.000 visites. La màgia electrònica de Caribou, el pop clàssic del grup de Liverpool Tiro & The Bunnymen, l'indie pop de Comet Gain i la banda nipona Nisennenmondai van formar el menú de la jornada oficial d'obertura el dimecres 25 de maig al Poble Espanyol, recinte originari del festival, que va registrar una massiva afluència de públic i va penjar el cartell d'aforament complet amb 5.300 visitants. El diumenge la xifra d'assistència va ser similar i la jornada de clausura va comptar amb les actuacions de Mercury Rev, BMX Bandits, My Teenage Stride i Me and the Bees.
Primavera Sound 2011 va presentar un cartell format per 226 bandes i va deixar pel record espectaculars concerts de grans noms del pop i el rock com The National, la banda encapçalada per Nick Cave Grinderman, els escocesos Belle And Sebastian, el multicolor xou dels veterans The Flaming Lips, la britànica Pj Harvey o els mags de l'experimentació pop Animal Collective. Però sens dubte la cita ineludible del cap de setmana va suposar la volta als escenaris de la banda Pulp, que va arrasar amb un concert plagat de hits com “Babies”, “Disco 2000” o “Common People”, cançó que el seu líder Jarvis Cocker va dedicar als participants de l'acampada a Plaça Catalunya desallotjada aquell mateix matí, i sumant-se ell mateix a la protesta en declarar-se “indignat”.
Els clàssics també van brillar amb intensitat. Grups de culte com The Monochrome Set o Pere Ubu, el post punk de P.I.L. o l'actuació de John Cale al costat del grup instrumental BCN216 interpretant el disc “1916” íntegrament a l'Auditori Rockdelux van demostrar que l'experiència és un grau més. El festival va servir també per confirmar noves estrelles emergents com James Blake, Twin Shadow, i Sonny & The Sunsets, Big Boi, Of Montreal o els nacionals Lüger i Toundra van ser uns altres dels protagonistes d'aquests dies de música.
Primavera a la Ciutat es va mostrar com una mica més que un aperitiu musical. El gran nombre d'actuacions programades a diversos llocs i en formats inusuals van inundar de bona música el centre de Barcelona durant més de dues setmanes i van congregar en total a més de 5.000 persones. El gruix de la programació va estar centrat en noves propostes nascudes a la ciutat, com Violet Lades, Desmond, Vistalegre i molts més, encara que també va comptar amb convidats de la talla de Darren Hayman o Eli Paperboy Reed. 

## Edició 2012[calcitació]

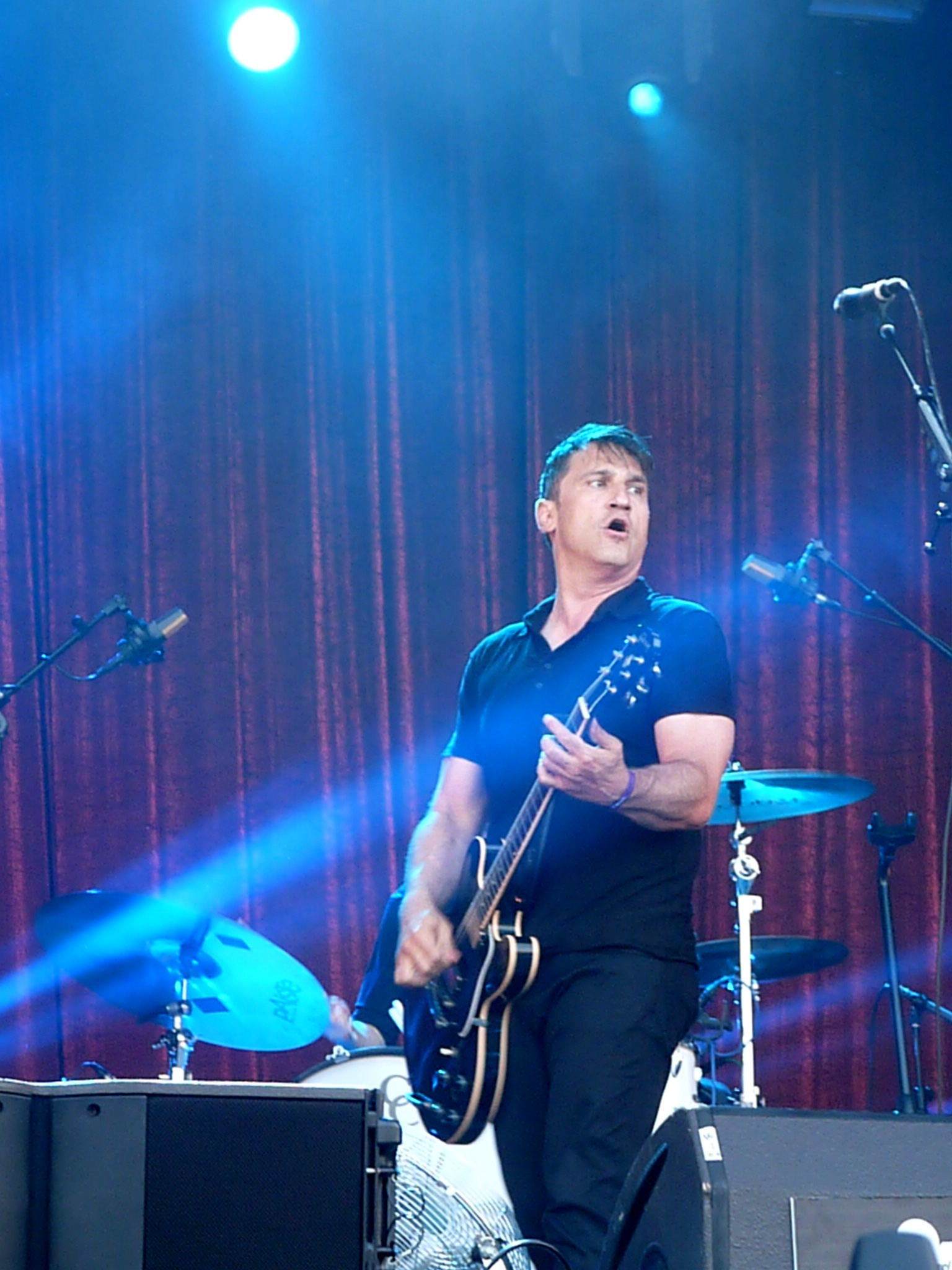
Greg Dulli actuant al Primavera Sound 2012

Primavera Sound 2012 va deixar records inoblidables en forma de concerts com l'aclaparadora tornada als escenaris dels suecs Refused, el pas del líder de Neutral Milk Hotel, Jeff Mangum per l'Auditori Rockdelux, o la demostració de força i sensibilitat per part dels americans Wilco, un dels grups més estimats pel públic de l'esdeveniment. Els hits dels britànics Franz Ferdinand i The xx, el pop tenyit de detalls ètnics de Zach Condon a bord de Beirut, la contundència de Napalm Death o nous noms com Grimes, Danny Brown, Other Lives o Kindness van destacar també a la dotzena edició del festival.
Encara que, sense cap dubte, el moment àlgid del festival va arribar de la mà de The Cure, que liderats per Robert Smith van realitzar un repàs monumental a la seva llarga trajectòria durant tres hores, fent gaudir a milers de persones amb hits imperibles com “Friday I’m In Love”,” Boys Don't Cry”,” Just Like Heaven” o “In Between Days”. La representació estatal va brillar amb llum pròpia com de costum i el públic va gaudir de grans concerts com el del saragossà Bigott ratificant la seva posició com un dels noms a seguir, l'irresistible so analògic del duo Pegasvs, l'estrena en directe del català John Talabot, una de les estrelles electròniques de l'any, el barceloní Refree recopilant els millors moments de la seva carrera o l'actuació de Grupo De Expertos Solynieve amb el seu pop d'aromes del sud. Com és habitual, alguns dels millors moments els van subministrar artistes de llarg recorregut i noms clàssics. La classe de Marianne Faithfull, el rock fosc de The Chameleons, l'esquerp soul rock d'uns The Afghan Whigs en un estat de forma demolidor o l'actuació de Nick Garrie al costat d'una formació muntada per a l'ocasió, van protagonitzar alguns dels instants clau del festival.
Els vuit escenaris del Parc del Fòrum van acollir el gruix de la programació sent testimoni de 201 actuacions i un total de 117.000 espectadors. D'altra banda, Primavera a la Ciutat va ampliar considerablement la seva oferta gratuïta amb una programació composta per 69 concerts repartits a diversos espais de Barcelona apropant així l'esperit Primavera a tots els racons de la Ciutat Comtal. 

## Edició 2013[calcitació]

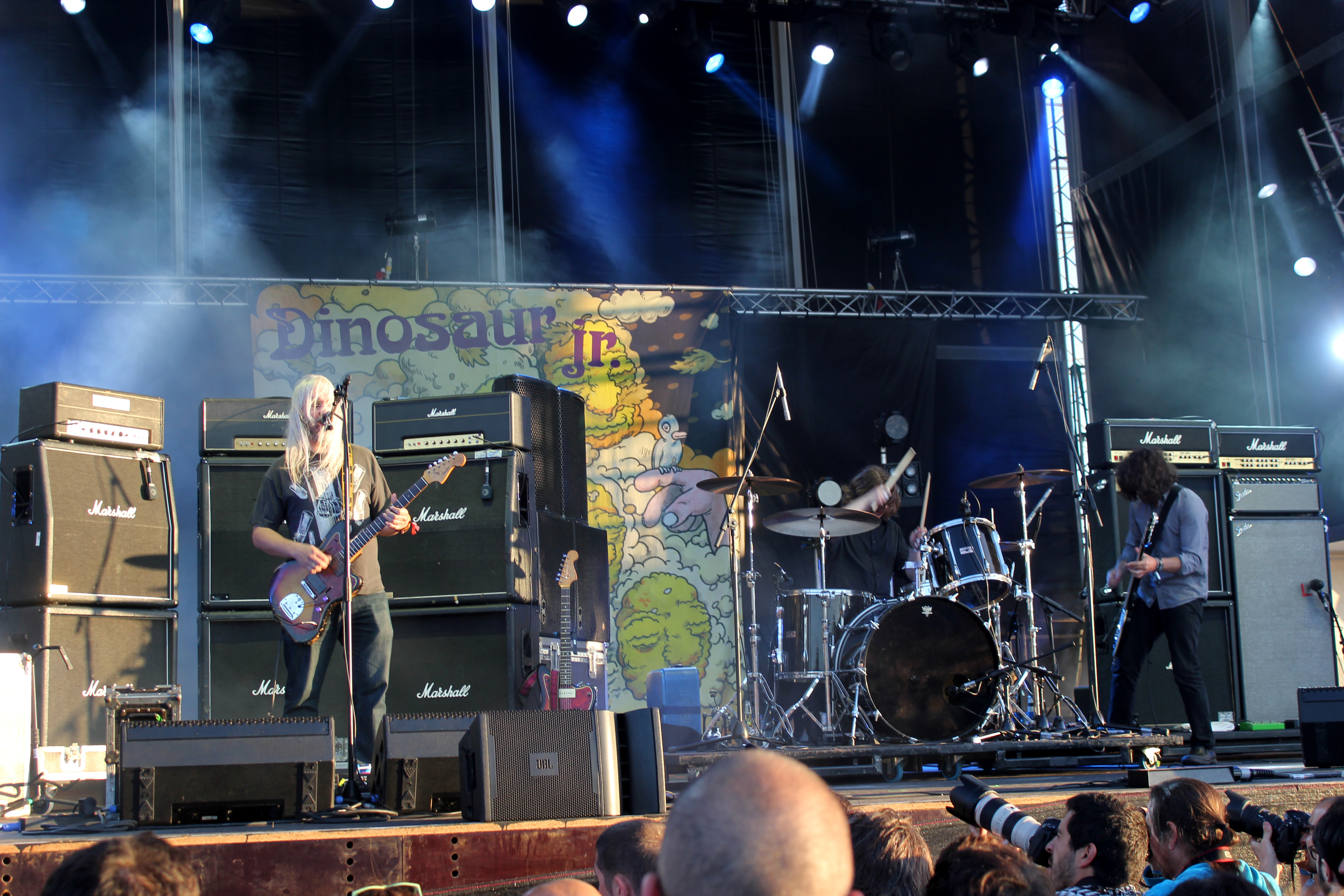
Dinosaur Jr actuant al Primavera Sound 2013

Primavera Sound 2013 va acollir en els seus múltiples escenaris un altíssim nombre d'actuacions: la tornada als escenaris de The Postal Service, la confirmació com a estrelles dels francesos Phoenix, el passi dels australians Tame Impala, la coronació dels americans Deerhunter com a reis de l'indie rock actual o l'actuació del carismàtic Nick Cave acompanyat de la seva banda The Bad Seeds van ser algunes de les fites de tretzena edició.
El festival va arribar a la seva màxima excitació en el Parc del Fòrum amb el concert dels britànics Blur. Deu anys després d'actuar a Barcelona per última vegada, el grup liderat per Damon Albarn i Graham Coxon es va donar un impressionant bany de masses en el que no van faltar grans èxits com “Girls & Boys” o “Song 2”. El repàs de la seva trajectòria de l'ex-Sugar i l'ex-Husker Dü Bob Mould, el pop electrònic del jove James Blake, el hip hop de Wu-Tang Clan, els sorollosos My Bloody Valentine, els granadins Los Planetas tocant “Una semana en el motor de un autobús”, els hedonistes Hot Chip, la performance-concert dels escandinaus The Knife, el set de Solange Knowles, el rock sense etiquetes de Kurt Vile amb The Violators, l'indie pop dels californians Local Natives o el jazz de l'africà Mulatu Astatke són només alguns dels exemples entre les 260 actuacions programades a la cita barcelonina.
Com cada any, una gran part del cartell estava consagrada als grups nacionals i, entre els plats forts, van destacar la presentació del tercer disc dels barcelonins Manel, la descàrrega del robust rock instrumental dels madrilenys Toundra, el pop estilitzat de Fred I Son, The Free Fall Band i La Brigada, els llavors recentment estrenats aires electrònics de La Bien Querida o la tornada a escena dels bilbaïns El Inquilino Comunista. El festival va superar de nou el seu propi rècord en arribar a les 170.000 visites sumant les quatre jornades al Parc del Fòrum i les activitats emmarcades al programa de Primavera a la Ciutat. 

## Edició 2014[calcitació]

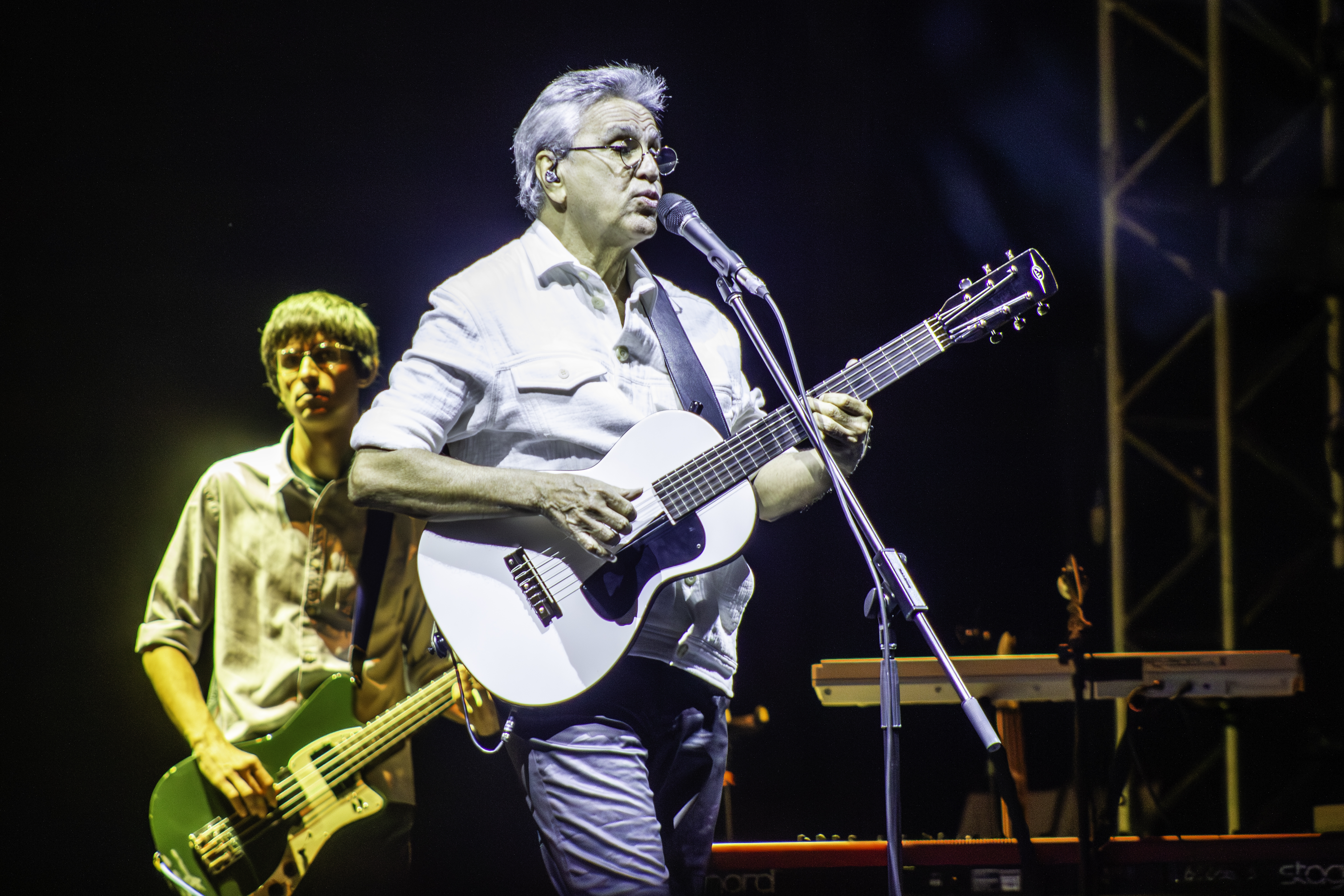
Caetano Veloso actuant al Primavera Sound 2014

Els canadencs Arcade Fire van desplegar la seva música al Parc del Fòrum per demostrar perquè són la banda independent d'aquesta dècada, Pixies van fer combregar les multituds amb temes que han marcat diverses generacions, The National van impartir una classe de rock de tints foscos i el grup de culte Neutral Milk Hotel va protagonitzar una de les reunions més celebrades dels últims anys.
Encara que el cartell va tenir molt més fons, entre els concerts més celebrats pel públic van destacar la poderosa demostració soulera de Charles Bradley, el garage house per a masses dels britànics Disclosure, l'artista de hip-hop Kendrick Lamar, els americans Nine Inch Nails, el brasiler Caetano Veloso, la força rockera de Queens Of The Stone Age, el so dels vuitanta de Future Islands o la solvència de la cada cop més rutilant St. Vincent.
Fora dels marges del pop i el rock també va haver-hi grans moments: la força de l'orquestra polirítmia Antibalas, el hardcore dels americans Touché Amoré, el metal modernitzat de Deafheaven, el jazz lliure de la Sun Ra Arkestra, el sorollisme de Wolf Eyes o l'electrònica orgànica del duo Darkside. L'electrònica es va apoderar del recinte amb les magistrals lliçons del francès Laurent Garnier, el britànic Julio Bashmore i els directes dels alemanys Moderat (unió de Modeselektor i Apparat), The Haxan Cloak o els nacionals John Talabot, Angel Molina, DJ Fra, DJ Zero, Pional, Shelby Grey o DJ Coco. I com és habitual, tampoc va faltar la presència de veterans artistes amb llargues trajectòries com Dr. John and the Nite Trippers i el seu so cajun o el folk al·lucinat de Julian Cope.
El folk d'arrel americana de la vigatana Joana Serrat, el pop experimental dels mallorquins Oso leone, l'electrònica kraut dels valencians Jupiter Lion o la confirmació dels barcelonins El Último Vecino van ser alguns dels descobriments de la passada edició.
L'esdeveniment barceloní va tancar el seu balanç amb un total de gairebé 350 concerts i 190.000 visites repartides entre els diferents espais on es va desenvolupar la programació del festival al llarg de tota una setmana inundant Barcelona de música en directe i activitats. 

## Edició 2015[calcitació]
Primavera Sound va celebrar els seus quinze anys amb el rock dels novaiorquesos The Strokes, la interpretació íntegra del disc “dubnobasswithmyheadman” d'Underworld, l'experimentació dels alemanys Einstürzende Neubauten, la refinada cantautora Tori Amos, l'exhibició d'Antony amb l'orquestra OBC o la reproducció al complet per part de Patti Smith del seu disc de capçalera, “Horses”. També va haver-hi lloc per al funk electrònic i contagiós de JUNGLE o la demostració de talent de Chet Faker.
Entre els concerts més eclèctics van destacar els sons africans del grup encapçalat per Salif Keita Les Ambassadeurs, el flamenc de Rocío Márquez a l'Auditori acompanyada de Refree i Pepe Habichuela, la música contemporània amb tram disco d'Arthur Russel's Instrumentals o l'experiència sònica de Sunn O))) desafiant els límits del so i la distorsió.
Un any més, l'electrònica va ser un dels plats forts del festival amb les sessions de Richie Hawtin, Dixon o Andrew Weatherall i els directes de Caribou, The Juan MacLean o Dan Deacon. El hip hop també es va veure ben representat amb el jove Tyler, The Creator, el duo Run The Jewels o els ritmes mutants de Shabazz Palaces.
Els protagonistes de l'escena local i estatal van ser la intensitat del punk de Nueva Vulcano, Christina Rosenvinge presentant el seu nou disc “Lo nuestro”, les guitarres de MOURN, el debut de la vigatana Núria Graham, l'electrònica de Der Panther o The Suicide Of Western Culture, el metal d'Exxasens o el pop vist des de diferents òptiques de la mà de Los Punsetes, Sr. Chinarro o Neleonard. 

## Premis i reconeixements[calcitació]
- Premis de la Música Independent 2011 (organitzats per UFI): Millor festival
- Premi Altaveu 2011
- Greener Festival Award 2012: a la categoria “Highly Commended”
- European Festival Awards: Artists' Favourite Festival in 2014
- Premi Ondas de la Música 2014: Millor espectacle musical
- Premi Continuarà-Vespre a La2 de Cultura 2015

## Discogràfica[calcitació]
Primavera Labels és una companyia discogràfica amb seu a Barcelona fundada per Primavera Sound l'any 2013. Es va crear amb la intenció d'editar i promocionar a nivell nacional e internacional tant a artistes emergents com a artistes amb una trajectòria professional al darrere. Una de les seves principals característiques és l'edició de treballs de diferents estils musicals entre els quals destaquen el pop, el rock, la música electrònica, el folk o el country.
S'encarrega de la fabricació dels discs de l'artista, així com de la comercialització i la distribució d'aquests discs. També duen a terme feines de management, promoció i producció de concerts i gires. El 2018 va fer un doble canvi de nom, atès que originalment es deia El Segell del Primavera i va passar a dir-se, en un primer moment El Segell i, finalment, Primavera Labels.
La discogràfica compta amb més de deu bandes entre les seves files com per exemple Lee Ranaldo, Renaldo & Clara, Antònia Font, Amaia, Christina Rosenvinge, Joana Serrat o Núria Graham.